# Campeón de Campeones (El Salvador)
El Campeón de Campeones fue un torneo de fútbol que se disputaba entre clubes salvadoreños que se inició en 2019.

## Sistema de competencia
Los clubes triunfadores del torneo Apertura y Clausura disputan el título de Campeón de Campeones de la Primera División.
Dicho título se disputa a un solo partido, de 90 minutos, y en caso de empate se realiza una prórroga, y si continúa el empate hasta punto penal, de conformidad con lo dispuesto en el reglamento, hasta obtener un ganador.
El ganador clasifica para la Supercopa de El Salvador.
Desde 2024, Los clubes triunfadores del torneo Apertura y Clausura de la Primera División disputaran la Supercopa en lugar del campeón de campeones.

## Historial
| Año  | Campeón               | Resultado | Subcampeón                  | Sede de la final                                                 |
| ---- | --------------------- | --------- | --------------------------- | ---------------------------------------------------------------- |
| 2019 | Águila (C) San Miguel | 2 - 1     | Santa Tecla (A) La Libertad | Mitchel Atletic Complex, Long Island, Nueva York, Estados Unidos |

A: Campeón del Torneo Apertura; C: Campeón del Torneo Clausura.

## Palmarés

### Títulos por club
| Equipo      | Departamento | Títulos | Subcam. | Años campeón | Años subcampeón |
| ----------- | ------------ | ------- | ------- | ------------ | --------------- |
| Águila      | San Miguel   | 1       | 0       | 2019         |                 |
| Santa Tecla | La Libertad  | 0       | 1       |              | 2019            |

### Títulos por departamento
| Departamento | Títulos | Subcampeonatos |
| ------------ | ------- | -------------- |
| San Miguel   | 1       | 0              |
| La Libertad  | 0       | 1              |

## Participaciones
| Equipo      | Participaciones |
| ----------- | --------------- |
| Águila      | 1               |
| Santa Tecla | 1               |